# Gazella bennettii
La gacela de la India o chinkara (Gazella bennettii) es una especie de gacela autóctona de la India, Pakistán, sur de Afganistán e Irán.